# Panamerikanische Spiele 2011/Leichtathletik – Stabhochsprung der Männer
Der Stabhochsprung der Männer bei den Panamerikanischen Spielen 2011 fand am 28. Oktober 2011 im Telmex Athletics Stadium in Guadalajara statt.
Zwölf Athleten aus acht Ländern nahmen an dem Wettbewerb teil. Die Goldmedaille gewann Lázaro Borges mit 5,80 m, was auch ein neuer Rekord der Panamerikanischen Spiele war. Silber ging an Jeremy Scott mit 5,60 m und die Bronzemedaille sicherte sich Giovanni Lanaro mit 5,50 m.

## Rekorde
Vor dem Wettbewerb galten folgende Rekorde:
| Weltrekord        | Serhij Bubka | 6,14 m | Sestriere, Italien                                    | 31. Juli 1994 |
| Rekord der Spiele | Pat Manson   | 5,75 m | Panamerikanische Spiele in Mar del Plata, Argentinien | 18. März 1995 |

## Ergebnis
28. Oktober 2011, 15:30 Uhr
| Platz | Athletin            | Land               | 4,90 | 5,05 | 5,20 | 5,30 | 5,40 | 5,50 | 5,60 | 5,65 | 5,70 | 5,76 | 5,80 | Höhe (m) |
| ----- | ------------------- | ------------------ | ---- | ---- | ---- | ---- | ---- | ---- | ---- | ---- | ---- | ---- | ---- | -------- |
|       | Lázaro Borges       | Kuba               | –    | –    | –    | –    | o    | o    | o    | –    | o    | xxo  | o    | 5.80 PR  |
|       | Jeremy Scott        | Vereinigte Staaten | –    | –    | –    | o    | xo   | xo   | o    | –    | xxx  |      |      | 5,60     |
|       | Giovanni Lanaro     | Mexiko             | –    | –    | –    | o    | o    | o    | xxx  |      |      |      |      | 5,50     |
| 4     | Germán Chiaraviglio | Argentinien        | –    | –    | xo   | –    | xo   | xo   | xxx  |      |      |      |      | 5,50 SB  |
| 5     | Fábio da Silva      | Brasilien          | –    | –    | –    | o    | xo   | xxx  |      |      |      |      |      | 5,40 SB  |
| 6     | Yanquier Lara       | Kuba               | –    | o    | xo   | –    | xo   | xxx  |      |      |      |      |      | 5,40 SB  |
| 7     | Jason Wurster       | Kanada             | –    | –    | o    | xxx  |      |      |      |      |      |      |      | 5,20     |
| 8     | Luis Nevárez        | Mexiko             | o    | o    | xxx  |      |      |      |      |      |      |      |      | 5,05     |
| 9     | Rubén Benitez       | Argentinien        | o    | xo   | xxx  |      |      |      |      |      |      |      |      | 5,05     |
| 10    | Jabari Ennis        | Jamaika            | o    | xxx  |      |      |      |      |      |      |      |      |      | 4,90     |
|       | Nick Mossberg       | Vereinigte Staaten | –    | –    | xxx  |      |      |      |      |      |      |      |      | NM       |
|       | Rick Valcin         | St. Lucia          | xxx  |      |      |      |      |      |      |      |      |      |      | NM       |

Zeichenerklärung:
– = Höhe ausgelassen, x = Fehlversuch, o = Höhe übersprungen